# Готенбург (Небраска)
Готенбург (англ. Gothenburg) — місто (англ. city) в США, в окрузі Доусон штату Небраска. Населення — 3478 осіб (2020).

## Географія
Готенбург розташований за координатами 40°55′29″ пн. ш. 100°9′14″ зх. д. / 40.92472° пн. ш. 100.15389° зх. д. (40.924676, -100.153929).  За даними Бюро перепису населення США в 2010 році місто мало площу 9,42 км², з яких 9,30 км² — суходіл та 0,12 км² — водойми.

## Демографія
Згідно з переписом 2010 року, у місті мешкали 3574 особи в 1494 домогосподарствах у складі 974 родин. Густота населення становила 380 осіб/км².  Було 1664 помешкання (177/км²).
Расовий склад населення:
| - 97,3 % — білих - 0,3 % — корінних американців - 0,3 % — азіатів - 0,2 % — чорних або афроамериканців |

До двох чи більше рас належало 1,2 %. Частка іспаномовних становила 4,8 % від усіх жителів.
За віковим діапазоном населення розподілялося таким чином: 27,1 % — особи молодші 18 років, 53,5 % — особи у віці 18—64 років, 19,4 % — особи у віці 65 років та старші. Медіана віку мешканця становила 40,4 року. На 100 осіб жіночої статі у місті припадало 89,6 чоловіків;  на 100 жінок у віці від 18 років та старших — 87,1 чоловіків також старших 18 років.
Середній дохід на одне домашнє господарство  становив 67 363 долари США (медіана — 57 636), а середній дохід на одну сім'ю — 83 375 доларів (медіана — 68 107). Медіана доходів становила 47 404 долари для чоловіків та 31 042 долари для жінок. За межею бідності перебувало 11,7 % осіб, у тому числі 12,6 % дітей у віці до 18 років та 18,3 % осіб у віці 65 років та старших.
Цивільне працевлаштоване населення становило 1654 особи. Основні галузі зайнятості: освіта, охорона здоров'я та соціальна допомога — 22,1 %, роздрібна торгівля — 13,7 %, оптова торгівля — 10,2 %, виробництво — 8,8 %.